# UFC 180
UFC 180: Werdum vs. Hunt（ユーエフシー・ワンエイティー：ヴェウドゥム・バーサス・ハント）は、アメリカ合衆国の総合格闘技団体「UFC」の大会の一つ。2014年11月15日、メキシコ・メキシコシティのアレナ・シウダ・デ・メヒコで開催された。

## 大会概要
UFC初のメキシコ開催となった本大会ではファブリシオ・ヴェウドゥムとマーク・ハントによるUFC世界ヘビー級暫定王座決定戦が組まれた。

### カード変更
負傷などによるカードの変更は以下の通り。
- ケイン・ヴェラスケス → マーク・ハント（第11試合）

- ディエゴ・サンチェス vs. ノーマン・パーク → パークの負傷により中止

- ディエゴ・サンチェス vs. ジョー・ローゾン → 両者の負傷により中止

- エリック・ペレス vs. マーカス・ブリメージ → ペレスの負傷により中止

## 試合結果

### アーリープレリム
第1試合 バンタム級ワンマッチ 5分3R
○  マルコ・ベルトラン vs.  マルロン・ヴェラ ×
3R終了 判定3-0（29-28、29-28、29-28）
第2試合 バンタム級ワンマッチ 5分3R
○  エンリー・ブリオネス vs.  ギド・カネッティ ×
2R 1:44 リアネイキドチョーク

### プレリミナリーカード
第3試合 フェザー級ワンマッチ 5分3R
○  ガブリエル・ベニーテス vs.  フンベルト・ブラウン ×
3R 0:30 TKO（ギロチンチョーク）
第4試合 女子バンタム級ワンマッチ 5分3R
○  ジェシカ・アイ vs.  レズリー・スミス ×
2R 1:30 TKO（ドクターストップ）
第5試合 TUF Latin Americaバンタム級トーナメント 決勝 5分3R
○  アレファンドロ・ペレス vs.  ホセ・キノネス ×
3R終了 判定3-0（29-26、29-26、28-27）
※ペレスがトーナメント優勝。
第6試合 TUF Latin Americaフェザー級トーナメント 決勝 5分3R
○  ヤイール・ロドリゲス vs.  レオナルド・モラレス ×
3R終了 判定3-0（29-28、29-28、29-28）
※ロドリゲスがトーナメント優勝。

### メインカード
第7試合 ウェルター級ワンマッチ 5分3R
○  ヘクター・ウルビナ vs.  エドガー・ガルシア ×
1R 3:38 ギロチンチョーク
第8試合 ウェルター級ワンマッチ 5分3R
○  アウグスト・モンターニョ vs.  クリス・ヘザーリー ×
1R 4:50 TKO（膝蹴り）
第9試合 フェザー級ワンマッチ 5分3R
○  リカルド・ラマス vs.  デニス・バミューデス ×
1R 3:18 ギロチンチョーク
第10試合 ウェルター級ワンマッチ 5分3R
○  ケルヴィン・ガステラム vs.  ジェイク・エレンバーガー ×
1R 4:46 リアネイキドチョーク
第11試合 UFC世界ヘビー級暫定王座決定戦 5分5R
○  ファブリシオ・ヴェウドゥム vs.  マーク・ハント ×
2R 2:27 TKO（跳び膝蹴り→パウンド）
※ヴェウドゥムが王座獲得に成功。

### 各賞
ファイト・オブ・ザ・ナイト： エンリー・ブリオネス vs. ギド・カネッティ
パフォーマンス・オブ・ザ・ナイト： ファブリシオ・ヴェウドゥム、ケルヴィン・ガステラム
各選手にはボーナスとして5万ドルが支給された。